# ボロト・カダ
ボロト・カダ（モンゴル語: Bolod qada、生没年不詳）とは、モンゴル帝国に仕えたオングト部出身の武将の一人。チャガタイ家に仕えて陝西・四川方面の進出を担ったアンチュル家の出身で、家長の地位（元帥）を継承した。『元史』における漢字表記は歩魯合荅（bùlŭhédá）など。

## 概要
至元2年（1265年）、父のチェリクが病のため前線指揮官を引退すると、 チャガタイ家の王族アジキの命によってボロト・カダはチェリクの後を継いで配下の軍勢を指揮することになった。至元8年（1271年）には管軍千戸の地位を授けられ、これ以後祖父・父と同様に四川方面の南宋軍との戦いに動員されるようになる。この頃、南宋の将軍昝万寿が成都に侵攻してきたため、厳忠範はボロト・カダを700の兵とともに派遣し、ボロト・カダは右頬を射抜かれてもすぐに矢を抜いて戦いに加わるほどの奮戦ぶりで南宋軍に勝利をおさめた。至元11年（1274年）、汪田哥が嘉定を包囲したので、ボロト・カダは配下の軍勢を率いて九頂山に拠る南宋軍を攻め、これを破った。その後重慶を攻囲し、南宋軍の一部が囲みを破って銅鑼峡に逃れると、ボロト・カダがこれを追って広羊に至り、南宋軍を破って首級200を挙げた。瀘州が反乱を起こすと、軍を返してこれを打ち、宝子寨を攻めたが、年が明けても攻略することができなかった。そこでボロト・カダは雲梯を作って城壁をのぼらせ、宝子寨を攻略すると捕虜は皆殺しにした。至元16年（1279年）、遂に重慶を攻略するとそれまでの武功によって武略将軍・征行元帥とされた。 
至元21年（1284年）、ボロト・カダはタンマチ兵1千を率いて金歯（ザルダンダン）を攻めるよう命じられ、現地に赴いて金歯を平定した。都元帥マングタイによる羅必甸（現タイ北部）遠征が始まると、ボロト・カダは遊兵を率いて先行した。長江の流れが強い場所では配下の兵を率いて水の流れをせき止めて渡河し、城から300歩ほどの距離に陣営を構えた。7日待って全軍が集結すると総攻撃に移り、ボロト・カダは真っ先に城壁にのぼって城の攻略に大きな功績を挙げた。その後、八百媳婦国（ラーンナー王国）の遠征にも加わり、酋長の居住する車厘に至ると、諸王ココの命によってボロト・カダが300の遊兵を率いて降伏勧告することになった（モンゴルのラーンナー侵攻）。しかしボロト・カダの説得にラーンナーの酋長は従わなかったため、モンゴル軍は攻撃に移ったが、都鎮撫が戦死する思わぬ苦戦を強いられた。しかしボロト・カダはその北門を破壊して城塞内に入り、遂にその地を完全に平定した。これらの功績によってボロト・カダは金虎符を与えられ、雲南万戸府のダルガチとされたが、ほどなくして亡くなった。

## 子孫
ボロト・カダの死後は息子のマング・ブカ（忙古不花）が跡を継ぎ、管軍千戸となった。

## オングト部アンチュル家
- 征行大元帥アンチュル（Ančul ＞按竺邇,ànzhúĕr）
  - 征行元帥チェリク（Čelig ＞徹理,chèlǐ）
    - 征行元帥ボロト・カダ（Bolod qada ＞歩魯合荅,bùlŭhédá）
      - 管軍千戸マング・ブカ（Mangγu buqa ＞忙古不花,mánggŭbùhuā）

  - ヒジル（趙国宝）（zhàoguóbǎo）
    - ノカイ（趙世栄）（Noqai ＞那懐,nàhuái/zhàoshìróng）
    - 趙世延（zhàoshìyán）
      - 黄州路総管イェスデイ（Yesüdei ＞野峻台,yĕjùntái）
      - 江浙行省理問官オルク（Örüg ＞月魯,yuèlŭ）
      - 夔州路総管バイク（Baiqu ＞伯忽,bǎihū）

  - テムル（趙国安）（Temür ＞帖木児,tièmùér/zhàoguóān）
  - 趙国能（zhàoguónéng）